# Kamtjadaler
Kamtjadaler är en rysk subetnos. Kamtjadalerna finns på Kamtjatkahalvön i östligaste Sibirien. De är ortodoxt kristna till religionen. De härstammar från ryska kolonister, samt infödda folkgrupper.